# Comuna Ilieni, Covasna
Ilieni (în maghiară Illyefalva, în germană Ilgendorf) este o comună în județul Covasna, Transilvania, România, formată din satele Dobolii de Jos, Ilieni (reședința) și Sâncraiu.

## Așezare
Comuna Ilieni este situată în partea sud vestică a județului Covasna , la limita cu județul Brașov, având ca vecini, în nord-est municipiul Sfântu Gheorghe, în est comuna Chichiș în vest comuna Vâlcele iar în partea de sud comuna Hărman și este străbătută de drumul județean 112, Sfântu Gheorghe-Hărman.

## Demografie
Componența etnică a comunei Ilieni
     Maghiari (79,32%)
     Români (14,21%)
     Romi (1,6%)
     Alte etnii (0,14%)
     Necunoscută (4,72%)
Componența confesională a comunei Ilieni
     Reformați (50,11%)
     Romano-catolici (24,21%)
     Ortodocși (13,11%)
     Unitarieni (4,08%)
     Alte religii (2,71%)
     Necunoscută (5,78%)
Conform recensământului efectuat în 2021, populația comunei Ilieni se ridică la 2.181 de locuitori, în creștere față de recensământul anterior din 2011, când fuseseră înregistrați 2.036 de locuitori. Majoritatea locuitorilor sunt maghiari (79,32%), cu minorități de români (14,21%) și romi (1,6%), iar pentru 4,72% nu se cunoaște apartenența etnică. Din punct de vedere confesional, majoritatea locuitorilor sunt reformați (50,11%), cu minorități de romano-catolici (24,21%), ortodocși (13,11%) și unitarieni (4,08%), iar pentru 5,78% nu se cunoaște apartenența confesională.

## Politică și administrație
Comuna Ilieni este administrată de un primar și un consiliu local compus din 11 consilieri. Primarul, Árpád-Jenő Benkő[*],  politician independent, este în funcție din 1 noiembrie 2024. Începând cu alegerile locale din 2024, consiliul local are următoarea componență pe partide politice:
|  | Partid                                 | Consilieri | Componența Consiliului | Componența Consiliului | Componența Consiliului | Componența Consiliului | Componența Consiliului | Componența Consiliului |
|  | -------------------------------------- | ---------- | ---------------------- | ---------------------- | ---------------------- | ---------------------- | ---------------------- | ---------------------- |
|  | Uniunea Democrată Maghiară din România | 6          |                        |                        |                        |                        |                        |                        |
|  | Alianța Maghiară din Transilvania      | 4          |                        |                        |                        |                        |                        |                        |
|  | Partidul Social Democrat               | 1          |                        |                        |                        |                        |                        |                        |

## Scurt istoric
Săpăturile arheologice făcute de-a lungul timpului pe teritoriul comunei aduc dovezi materiale ale unor locuiri încă din cele mai vechi timpuri, astfel; în valea pârâului Agriș, la poalele Dealului Mare, s-au găsit lame de silex și fragmente ceramice neolitice; tot în această vale în anul 1877 s-a descoperit un tezaur de 200-300 de monede republicane romane de argint între care și o imitație barbară și 107 dinari.
Pe malul Oltului, la vest de comună, spre Dobolii de Jos și Ariușd, în punctul Dealu Mare s-au găsit o urnă cu patru butoni, o ceașcă cu butoni și fragmente ceramice din a doua epocă a fierului.
În anul 1910 s-au găsit fragmente de vase pictate și incizate, o daltă trapezoidală și una în formă de calapod specifice culturii Ariușd-Cucuteni și Coțofeni. În același an, pe malul stâng al pârâului Ilieni, în locul numit Dealul Izvorului s-au descoperiturmele unor construcții cu ziduri de piatră și fragmente de țiglă și ceramică romană.
La săpăturile din 1963 de la punctul numit Kerekesvas (Roata de Fier) s-au găsit fragmente ceramice de factură dacică din secolul I î.e.n.
Al II-lea război mondial face multe victime în luptele dintre detașamentele române și sovietice pe de o parte și detașamentele ungare și germane pe de alta. Osemintele celor căzuți pe câmpurile de luptă au fost îngropate în Cimitirul Eroilor din satul Dobolii de Jos.

## Economie
Economia comunei este bazată pe activități în domeniul: prelucrării laptelui, exploatării și prelucrării primare a lemnului, comerțului, agroturismului și serviciilor. Activitatea de bază rămâne însă agricultura prin cultura plantelor și creșterea animalelor.

## Atracții tuistice

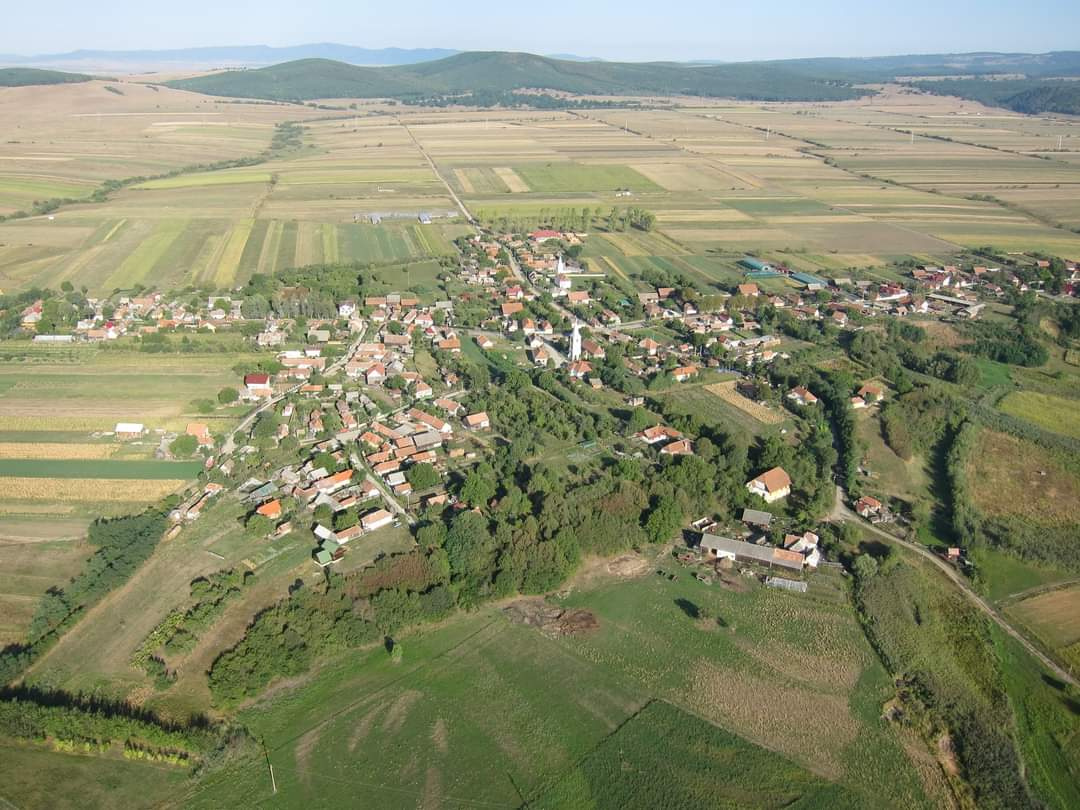
Biserica Ortodoxă din satul Dobolii de Jos

- Biserica Reformat-Calvină, secolul al XVI-lea, Ilieni
- Biserica Ortodoxă din satul Dobolii de Jos, sfințită în anul 1895
- Biserica Romano-catolică din satul Ilieni, construcție 1868
- Biserica Reformată din satul Sâncraiu, secolul al XIX-lea
- Conacul Séra, Ilieni
- Casa Bakó, Ilieni
- Monumentul Eroilor celui de-al Doilea Război Mondial, Dobolii de Jos

## Personalități născute aici
- Ștefan Imreh (1919 - 2003), istoric, profesor universitar.